# Oesterwurth
Oesterwurth település Németországban, Schleswig-Holstein tartományban. Lakosainak száma 248 fő (2023. december 31.).

## Népesség
A település népességének változása:
| Lakosok száma | 320  | 269  | 253  | 251  | 256  | 251  | 248  |
|               | 1975 | 2014 | 2017 | 2019 | 2021 | 2022 | 2023 |